# Gustaw Landau-Gutenteger
Gustaw Landau-Gutenteger (ur. 1862 w Warszawie, zm. 13 października 1924 w Berlinie) – architekt.

## Życiorys
Studiował w Instytucie Inżynierów Cywilnych w Petersburgu na Wydziale Architektury Dróg i Mostów. Po ukończeniu studiów, ze złotym medalem (1884), zamieszkał w Łodzi około 1888 roku i otworzył biuro projektowe przy ul. Piotrkowskiej 128.
Jest uznawany za jednego z wybitniejszych łódzkich architektów przełomu stuleci. Jego projekty utrzymane są w stylu eklektycznym, ale projektował również kamienice neostylowe. Od 1901 roku projektował w stylu secesyjnym.
Prawdopodobnie został pochowany na cmentarzu Weißensee.

## Ważniejsze projekty

### Łódź
- Budynki przy ulicy Piotrkowskiej, m.in.:
  - 1902: Dom Bankowy Wilhelma Landaua pod nr. 29[5]
  - 1899: kamienica S. Dyszkina pod nr. 31
  - 1903: kamienica Dawida Szmulewicza pod nr. 37
  - 1901: kamienica Oszera Kohna pod nr. 43[6]
  - 1891: kamienica neorenesansowa pod nr. 82
  - 1898: kamienica Szai Goldbluma pod nr. 99
  - 1891: kamienica neorenesansowa pod nr. 120
  - 1905: kamienica Schychtów pod nr. 128[7]
  - 1893: kamienica neorenesansowa pod nr. 153
  - 1895: kamienica Henryka Birnbauma pod nr. 260
- 1896: kamienica braci Auerbachów przy ul. Narutowicza 32[2]
- 1910: kamienica Rachmila Lipszyca przy ul. Narutowicza 44
- 1894: willa Gustawa Schreera przy ul. Narutowicza 48 (typ renesansowej willi)
- 1907: Szkoła Zgromadzenia Kupców przy ul. Narutowicza 68 – jeden z pierwszych betonowych budynków w Polsce, zawierający w secesyjnej fasadzie elementy konstruktywistyczne (ukończony w 1911)
- 1895: synagoga Reicherów
- 1899: synagoga Ezras Izrael
- 1902: dawny dom redutowo-weselny przy ul. Wólczańskiej 5 (sala tańca zawierająca motywy stylu secesyjnego)
- 1903: willa Leopolda Kindermanna przy ul. Wólczańskiej 31/33[3]
- 1902: kamienica Zygmunta Dejczmana przy al. Kościuszki 93[8]

### Inne miasta
- 1906: gmach Domu Bankowego Wilhelma Landaua przy ul. Senatorskiej 38 w Warszawie[9]